# Campoletis intermedia
Campoletis intermedia là một loài tò vò trong họ Ichneumonidae.